# Nothorhina gardneri
Nothorhina gardneri är en skalbaggsart som beskrevs av Plavilstshikov 1934. Nothorhina gardneri ingår i släktet Nothorhina och familjen långhorningar. Inga underarter finns listade i Catalogue of Life.